# Кюнель, Фёдор Фёдорович
Фёдор Фёдорович Кюнель (Фридрих Кюнель; Кюннель; Кинель; 1766—1841) — живописец, рисовальщик, миниатюрист, портретист; автор картин на исторические сюжеты.

## Биография
Художественное образование в 1781—1785 годах получал в Дрездене у И. Е. Шенау, а с 1786 году — у И. Казановы. Учителем Кюнеля также называют А.-Р. Менгса. 
Приехав в Москву, служил учителем рисования при Московском университете. Вместе с Маковским и Ястребиловым организовал в 1830 году творческий кружок, ставший началом Московского художественного класса.
По заказу П. П. Бекетова исполнил серию портретов выдающихся деятелей русской науки и культуры для последующего гравирования.

## Галерея

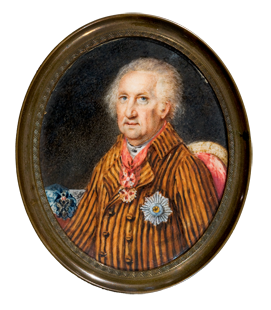
Михаил Фёдорович Соймонов
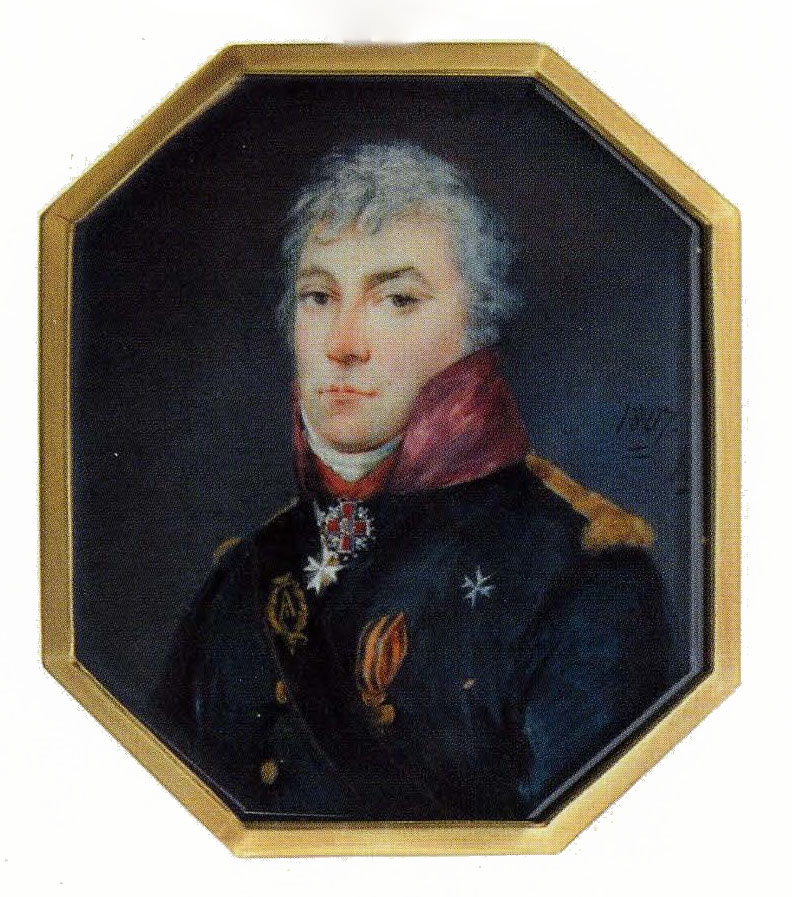
Лев Николаевич Энгельгардт, 1807
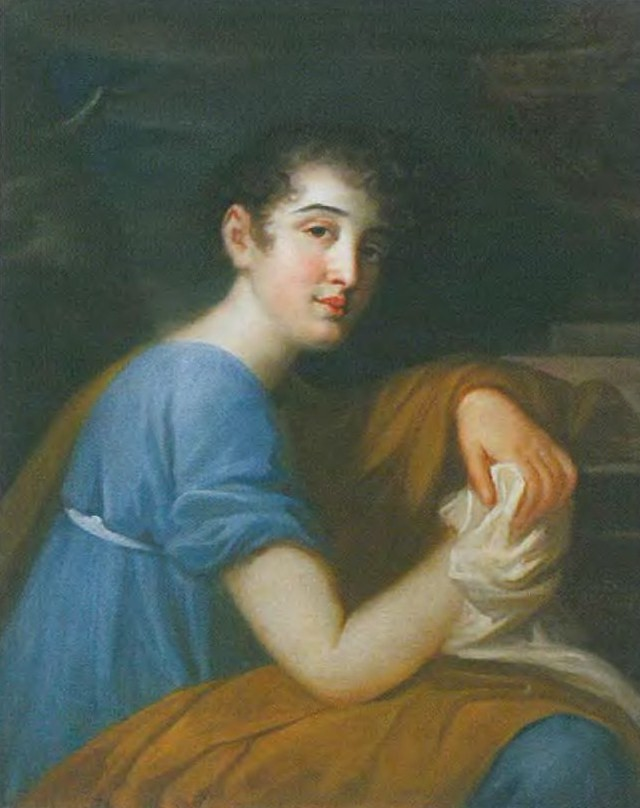
Неизвестная из рода Глебовых-Стрешневых, 1810
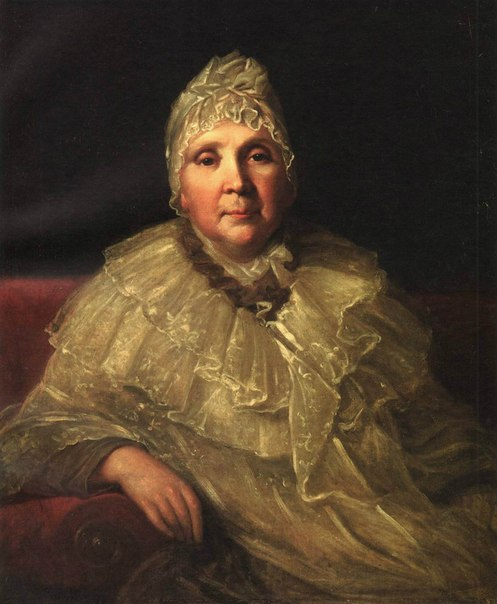
Ирина Ивановна Бекетова[2], 1820-е.
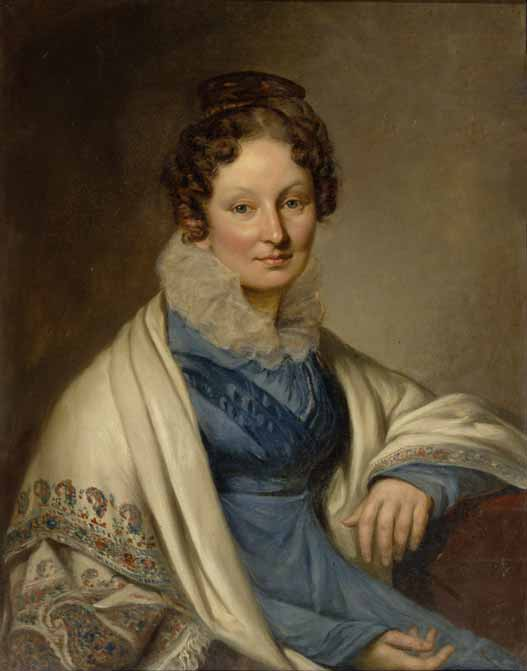
Софья Ивановна Баратынская[3], 1820-е.
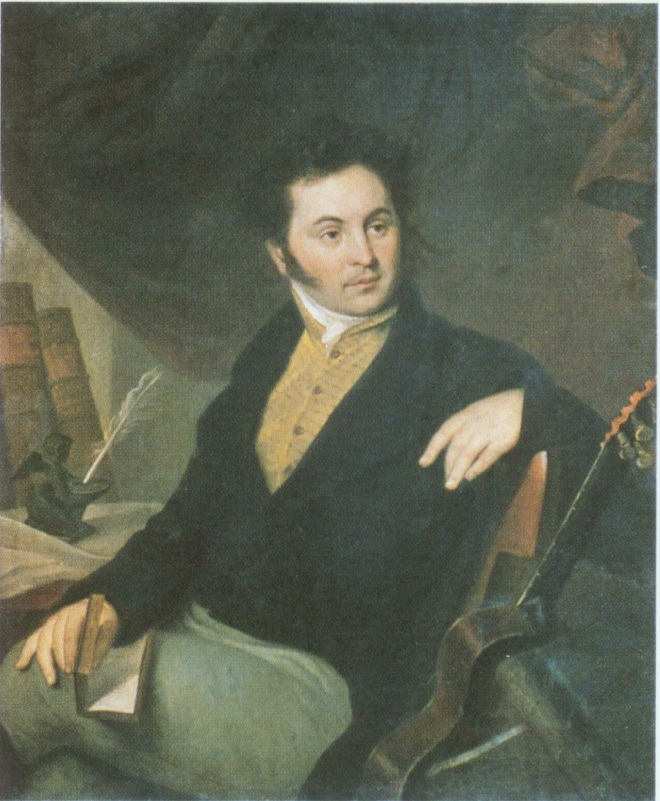
Сергей Васильевич Толстой [4], 1820-е.
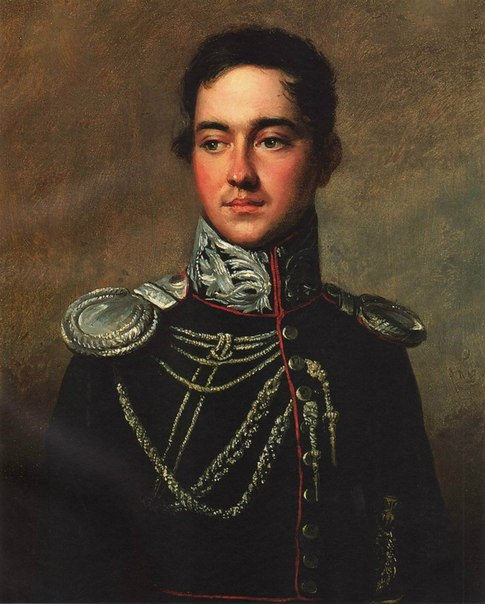
князь Валентин Михайлович Шаховской
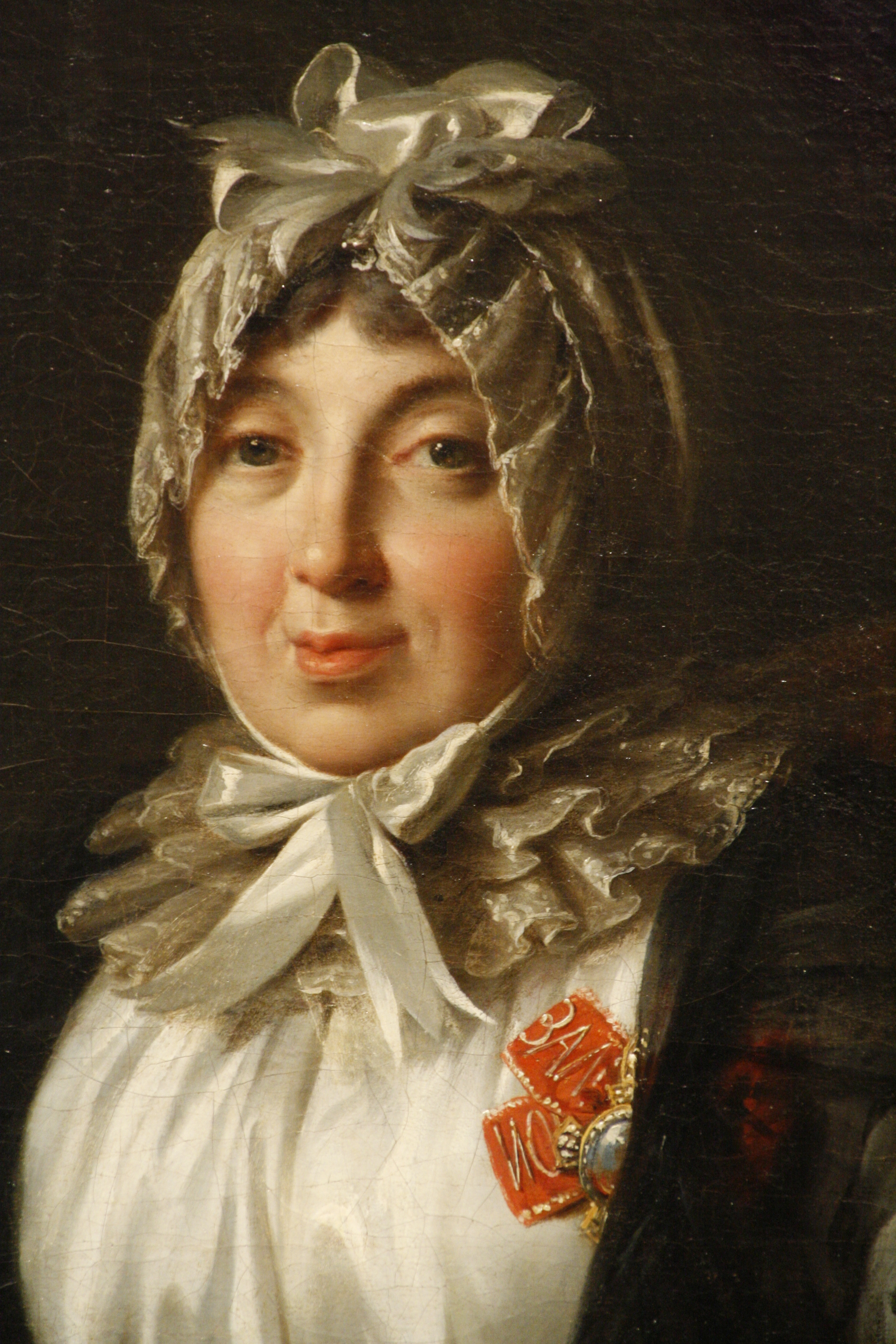
Княгиня Анна Александровна Голицына, урождённая баронесса Строганова.